# عبدالطیف احمد
عبدالطیف احمد (عربی: عبدالطيف أحمد؛ زادهٔ ۱۳ اوت ۱۹۸۳) بازیکن والیبال اهل مصر است.
از باشگاه‌هایی که در آن بازی کرده‌است می‌توان به باشگاه ورزشی الاهلی مصر اشاره کرد.